# Lãnh thổ Arizona
Lãnh thổ Arizona (tiếng Anh: Arizona Territory) từng là một lãnh thổ hợp nhất có tổ chức của Hoa Kỳ, tồn tại giữa năm 1863 và 1912. Lãnh thổ được phép gia nhập liên bang để trở thành tiểu bang Arizona năm 1912. Lãnh thổ được thành lập sau khi có vô số cuộc tranh luận về việc phân tách Lãnh thổ New Mexico. Trong thời Nội chiến Hoa Kỳ, Liên bang Hoa Kỳ và Liên minh miền Nam Hoa Kỳ có các động thái khác nhau về việc phân tách Lãnh thổ New Mexico. Mỗi bên đều tuyên bố chủ quyền đối với một lãnh thổ có tên là "Arizona" mà cùng là một phần đất của Lãnh thổ New Mexico. Hai lãnh thổ mang tên Arizona đóng vai trò nổi bật trong chiến dịch phía tây của nội chiến.

## Lịch sử
Sau khi mở rộng Lãnh thổ New Mexico năm 1853 với Cấu địa Gadsden, các kiến nghị phân chia Lãnh thổ New Mexico và tổ chức thêm Lãnh thổ Arizona riêng biệt tại phân nửa phía nam của Lãnh thổ New Mexico được đưa vào chương trình nghị sự sớm nhất là vào năm 1856. Các kiến nghị đầu tiên cho Lãnh thổ Arizona không dựa theo việc phân chia lãnh thổ theo đường thẳng chạy theo hướng bắc-nam như ngày nay mà đúng hơn là phân chia dọc theo đường thẳng chạy theo hướng đông-tây.
Các kiến nghị nảy sinh vì mối quan tâm lo lắng về khả năng của chính quyền lãnh thổ tại Santa Fe (thủ phủ của Lãnh thổ New Mexico) có điều hành hữu hiệu các phần đất phía nam mới thu được hay không.
Kiến nghị đầu tiên là từ một hội nghị được tổ chức tại Tucson vào ngày 29 tháng 8 năm 1856. Hội nghị này đưa ra một thỉnh nguyện thư gởi Quốc hội Hoa Kỳ với chữ ký của 256 người, kêu gọi tổ chức lãnh thổ. Hội nghị cũng bầu Nathan P. Cooke làm đại biểu tại Quốc hội Hoa Kỳ. Tháng 1 năm 1857, đạo luật tổ chức lãnh thổ được giới thiệu tại Hạ viện Hoa Kỳ, nhưng kiến nghị đã bị đánh bại tại hạ viện vì lý do dân số của lãnh thổ được đề nghị vẫn còn ít. Sau này, một kiến nghị tương tự bị thất bại tại Thượng viện Hoa Kỳ. Kiến nghị thành lập lãnh thổ thì rất gây tranh cãi một phần vì sự nhận thức rằng Lãnh thổ New Mexico đang nằm trong vòng ảnh hưởng của những cảm tình viên miền nam là những người rất mong muốn mở rộng chế độ nô lệ vào miền tây nam.
Tháng 2 năm 1858, Hội đồng Lập pháp Lãnh thổ New Mexico thông qua một nghị quyết ủng hộ thành lập Lãnh thổ Arizona nhưng đường ranh giới phân định chạy theo hướng bắc-nam dọc theo kinh tuyến 109 độ với thêm quy định rằng tất cả người bản địa Mỹ của Lãnh thổ New Mexico sẽ bị di dời đến miền bắc Arizona.
Tháng 4 năm 1860, vì không kiên nhẫn chờ đợi Quốc hội Hoa Kỳ hành động nên một hội nghị gồm 31 đại biểu họp nhau tại Tucson và thông qua một bản hiến pháp cho một chính quyền lãnh thổ lâm thời trong khu vực phía nam vĩ tuyến 34 độ Bắc. Các đại biểu bầu Lewis Owings làm thống đốc lâm thời.
Vào lúc nội chiến bùng nổ, thái độ công chúng trong lãnh thổ ủng hộ Liên minh miền Nam Hoa Kỳ. Các hội nghị ly khai, nhóm họp tại Mesilla và Tucson vào tháng 3 năm 1861, thông qua một sắc lệnh ly khai và thành lập Lãnh thổ Arizona lâm thời. Owings được bầu làm thống đốc của lãnh thổ này, và thỉnh cầu Quốc hội Liên minh miền Nam thu nhận lãnh thổ.
Liên minh miền Nam xem lãnh thổ này như một con đường có giá trị khả dĩ đi đến Thái Bình Dương với ý định rõ rệt là chiếm tiểu bang California. Tháng 7 năm 1861, một lực lượng nhỏ gồm các binh sĩ người Texas của Liên minh miền Nam dưới quyền tư lệnh của trung tá John R. Baylor tấn công đồn Fillmore tại Mesilla nằm ở phía đông lãnh thổ. Sau khi quân đồn trú của phe Liên bang miền Bắc bỏ đồn, lực lượng của Baylor chặn đánh lực lượng rút lui của Liên bang và bắt buộc họ phải đầu hàng. Ngày 1 tháng 8, Baylor ra một "Tuyên ngôn gởi Nhân dân Lãnh thổ Arizona", chiếm lấy lãnh thổ này cho Liên minh miền Nam, đặt Mesilla làm thủ phủ, và tự làm thống đốc lãnh thổ. Sau cùng Baylor san bằng hết các đồn bót hiện hữu của Liên bang miền Bắc trong lãnh thổ, khiến cho người định cư da trắng phải đối phó với mối đe dọa của người bản địa Apache. Người bản địa Apache nhanh chóng giành kiểm soát khu vực và buộc nhiều người da trắng phải tìm chỗ ẩn trốn tại Tucson.
Ngày 28 tháng 8, một hội nghị lại nhóm họp tại Tucson và tuyên bố rằng lãnh thổ được thành lập năm trước là một phần của Liên minh miền Nam Hoa Kỳ. Granville H. Oury được bầu làm đại biểu tại Quốc hội Liên minh miền Nam. Oury thảo ra luật cho phép tổ chức Lãnh thổ Arizona thuộc Liên minh miền Nam. Luật này được thông qua ngày 13 tháng 1 năm 1862, và lãnh thổ chính thức được thành lập bởi tuyên bố của tổng thống Jefferson Davis vào ngày 14 tháng 2.
Tháng 3 năm 1862, Hạ viện Hoa Kỳ, lúc đó đã loại bỏ hết các dân biểu miền Nam và do đảng Cộng hòa kiểm soát, thông qua một đạo luật thành lập Lãnh thổ Arizona thuộc Hoa Kỳ. Hạ viện dùng ranh giới là đường thẳng chạy theo hướng bắc-nam theo kinh tuyến 109 độ Bắc. Việc sử dụng ranh giới chạy theo hướng bắc-nam chớ không phải theo hướng đông-tây có hiệu lực từ chối phê chuẩn Lãnh thổ Arizona de facto thuộc Liên minh miền Nam. Đạo luật của hạ viện quy định rằng Tucson sẽ là thủ phủ. Đạo luật cuối cùng được thông qua tại Thượng viện Hoa Kỳ vào tháng 2 năm 1863 nhưng không có quy định Tucson là thủ phủ. Tổng thống Abraham Lincoln ký thành luật vào ngày 24 tháng 2, là ngày chính thức tổ chức Lãnh thổ Arizona thuộc Hoa Kỳ. Thủ phủ đầu tiên là tại Prescott trong khu vực do phe Liên bang miền Bắc kiểm soát.
Nếu như các ranh giới ban đầu của lãnh thổ được giữ nguyên thì Las Vegas đã là một phần của Arizona. Tuy nhiên vào năm 1866, một phần đất tây bắc bị sáp nhập vào tiểu bang Nevada, và lãnh thổ vẫn giữ nguyên diện tích như hiện tại từ đó. Năm sau, thủ phủ được dời về Tucson, và năm 1889 được dời về Phoenix.
Lãnh thổ được phép gia nhập liên bang để trở thành tiểu bang thứ 48 của Hoa Kỳ vào ngày 14 tháng 2 năm 1912.

## Tuyên ngôn lãnh thổ
TUYÊN NGÔN GỞI NHÂN DÂN ARIZONA 

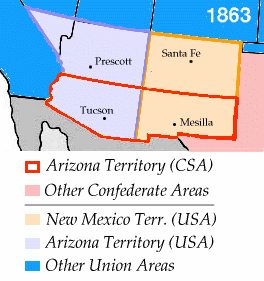
Lãnh thổ Arizona (Liên minh miền Nam) trong đường ranh giới màu đỏ

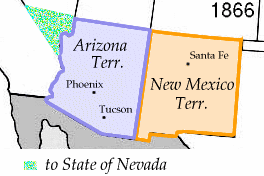
Lãnh thổ Arizona (Hoa Kỳ) bên trong ranh giới màu tím

Tôi, JOHN N. GOODWIN, được tổng thống Hoa Kỳ bổ nhiệm, và đủ điều kiện đảm đương công việc trong vai trò thống đốc của LÃNH THỔ ARIZONA, tuyên cáo tại nơi đây rằng trong tư cách quyền lực mà tôi đã được giao phó bởi một đạo luật của Quốc hội Hoa Kỳ sẽ cung cấp một chính quyền tạm thời cho Lãnh thổ. Ngày hôm nay tôi sẽ xúc tiến tổ chức chính quyền vừa nói đến. Các điều khoản của đạo luật, và tất cả các luật lệ và sắc lệnh đã được thiết lập có liên quan, sẽ được các viên chức thích hợp của lãnh thổ thi hành từ hôm nay và sau đó.
Một cuộc điều tra dân số sơ bộ sẽ được tiến hành ngay lập tức, và sau đó các khu vực pháp lý sẽ được thành lập. Một cuộc bầu cử thành viên Hội đồng Lập pháp, và các viên chức khác được nói đến trong đạo luật sẽ được ra lệnh tiến hành.
Tôi khẩn cầu sự trợ giúp và hợp tác của toàn thể công dân lãnh thổ trong nỗ lực thiết lập một chính quyền nhờ đó an ninh cuộc sống và tài sản sẽ được duy trì xuyên suốt, và tài nguyên khác nhau được phát triển nhanh và thành công.
Trụ sở của chính quyền trong thời điểm hiện tại sẽ ở tại hay gần Đồn Whipple.
Ký tại Navajo Springs, Arizona

29 tháng 12 năm 1863
- John N. Goodwin

Thay mặt thống đốc: Richard C. McCormick, Trưởng lãnh thổ vụ.